# 包玉剛
包玉剛爵士，CBE，JP（1918年11月16日—1991年9月23日），浙江宁波人。环球航运集团（本格森環球前身）创始人，世界八大船王之一。籍貫浙江宁波镇海，父親為包兆龍。中國北宋大臣包拯29世孫。香港20世纪70、80年代首富。 

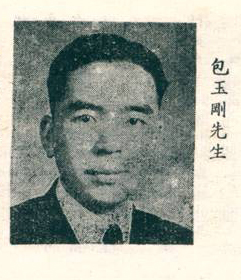

## 生平
包玉剛生於寧波東郊莊市鄉鍾包村包家大屋，就讀葉家義莊學校。13歲時到上海入讀吳淞商船專科學校。1931年中学毕业后至汉口跟父亲学做生意。后在到英商安利洋行保险部工作。1938年在上海加入中央信託局。1945年就任上海市银行营业部经理和副总经理。1949年春天包玉刚携家人移居香港。此后，包玉刚从事与中國的进出口贸易，创建了环球航运公司。其後因埃及收回蘇伊士運河，造成航運費用上漲，包氏乘機增購船隻，以擴大規模。
1963年，入籍英国。
1965年，包玉刚开拓石油运输市场，並成功和蜆殼公司（Shell）、埃克森、英国石油公司等國際油商合作，大量租用环球集团船隻，包玉刚由此获得了亚洲航运业的控股权和国际石油海运市场中可观的收入。
1977年，包氏因旗下环球航运集团以1377萬載重噸，成為「世界船王」。
1978年，由於1970年代的兩次石油危機，包氏有感運油輪將嚴重供過於求，故實行「棄舟（賣船）登陸（買九倉）」政策。同年，英女皇伊丽莎白二世封他为爵士，获得过日本三等瑞宝勋章，函馆、大阪、佐世保荣誉市民称号。他是香港太平绅士，香港大学、香港中文大学和上海交通大学授予他名誉博士。
1980年，包玉刚成功收購九龍倉集團。包玉剛於1980年代成為首位擔任香港上海滙豐銀行董事及渣打副主席的華人。
1980年3月，包玉刚与中国第六机械工业部，中国外贸部在北京签约，合资创立了国际联合船舶投资有限公司，為中国实行改革开放政策后的首家中外合资公司。该公司的成立，促进了中国實行改革开放政策後的重工业发展，并成为中國在改革开放初期航運業對外的主要平台。。
1981年，包玉刚捐款1000万美元，在北京開辦一所新型五星级国际酒店，命名为兆龙饭店。酒店名称由邓小平亲自拟定，并题写店名，邓小平更亲自出席饭店的落成典礼。
1985年，包玉刚擊敗馬來西亞商人邱德拔，成功從馬登及張玉良手中收購會德豐控股權，及後伙拍曹光彪和霍英東成立港龍航空。
1986年，包玉刚捐款成立「中英友好奖学金计划」，并与时任英国首相戴卓爾夫人在英国伦敦签订协议。
包玉刚在香港商界具威望和声誉卓著，在1980年代末接受中國委任成为香港特别行政区基本法起草委员会副主任，幫助制定和实施《中英联合声明》，協助順利香港主權移交的工作。
1991年9月23日凌晨於睡夢中逝世，終年72歲。

## 逸事

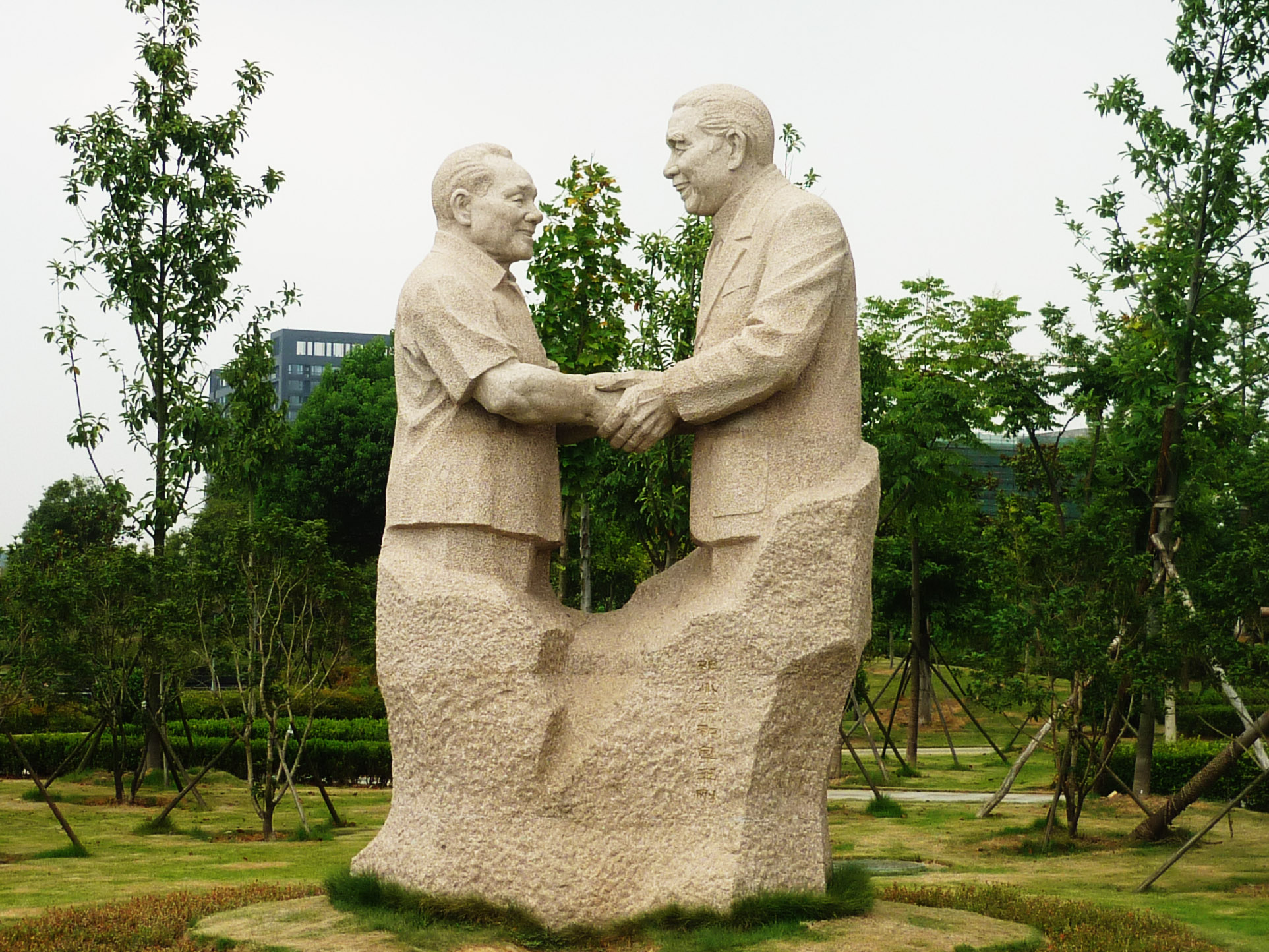
邓小平会见包玉刚塑像，摄于宁波商帮文化公园

- 据宁波天一阁包氏宗谱，包玉剛是宋朝龍圖閣直學士包拯的二十九世孫。
- 改革开放后，邓小平接见包玉刚达15次之多。包玉剛逝世後，鄧小平以“生前好友”的名義，派女兒鄧榕專程赴港出席葬禮。
- 上海交通大学图书馆有两座分馆分别以包玉刚及其父包兆龙命名。
- 寧波大學圖書館有兩座分館分別以包玉剛及其兄包玉書命名。
- 香港理工大學圖書館以包玉剛命名。

## 家庭
- 妻：黃秀英[6]
  - 包陪慶：長女，嫁蘇海文博士（赫尔墨特·索克曼），子蘇文剛、蘇文駿，女蘇黎敏
  - 包陪容：次女，嫁吳光正，長女吳宗明、次女吳宗恩、幼子吳宗權
  - 包陪麗：三女，嫁渡伸一郎，長子渡謙作(渡建成)、次子渡建雄
  - 包陪慧：四女，嫁鄭維健醫生，已離異，子鄭成然、[7]女鄭嘉碧

## 评价
- Hong Kong's first businessman of truly international stature. （香港首位世界级商人。）——《亚洲周刊》（Asia Week） （页面存档备份，存于）
- “搞船队虽然我比你早，但与你相比，我只是一粒花生米。”——希腊船王亚里士多德·奥纳西斯，1974年 （页面存档备份，存于）

## 以其名字命名設施

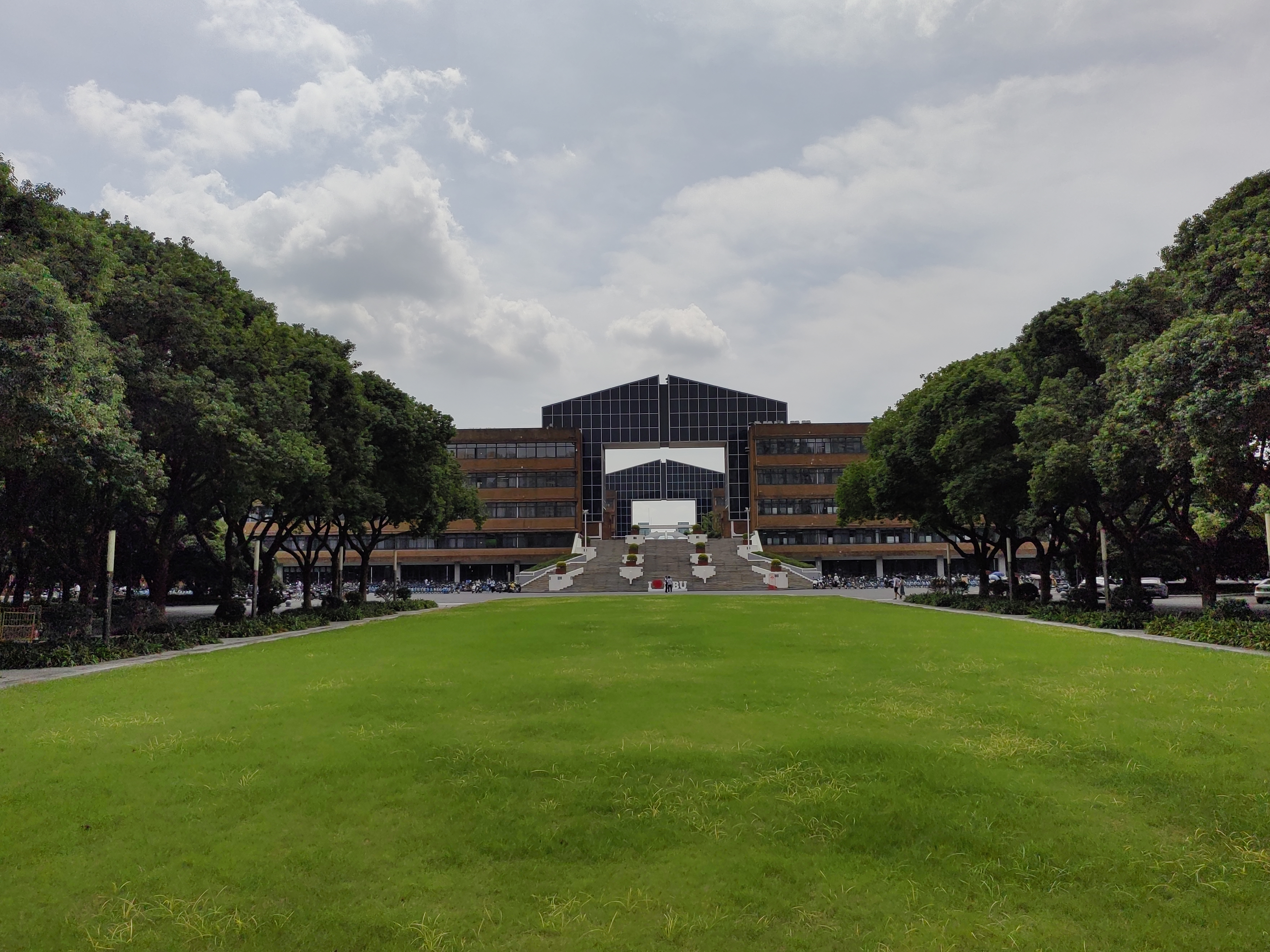
宁波大学包氏教學樓

- 康樂及文化事務署轄下南區黃竹坑公眾泳池包玉剛游泳池
- 杭州黄龙体育中心包玉刚游泳场
- 香港理工大學包玉剛圖書館
- 沙田威爾斯親王醫院包玉剛爵士癌症中心
- 上海交通大学包玉剛圖書館
- 香港藝術中心包氏畫廊
- 上海民办包玉刚实验学校
- 浙江大学包兆龙、包玉刚中国留学生奖学基金
- 美国印第安纳州普渡大学, Hall of Visual and Performing Arts [8][9]